# Fall Braun
Fall Braun was een Duits militair plan zowel in 1940 als in 1945 tijdens de Tweede Wereldoorlog.

## 1940
Fall Braun was in 1940 de naam van een Duits militair plan voor de bezetting van Frankrijk. Het plan bestond uit een Duits-Italiaanse aanval op de Duits-Franse grens met de intentie om door te breken in Frankrijk en op te rukken langs de Frans-Zwitserse grens naar de Rhônevallei. Om het beoogde plan te verwezenlijken, ontmoette Adolf Hitler de Italiaanse dictator Benito Mussolini op 18 mei 1940 in de Brenner Pass. Waar hij het inzetten van een 20-tal Italiaanse divisies vanuit Zuid-Duitsland voorstelde. Er werden 20 tot 25 dagen voorzien voor het groeperen van de troepen.
Fall Braun heeft nooit plaats gevonden door de start van Fall Gelb op 10 mei 1940, wat resulteerde in de bezetting van Luxemburg, Nederland en België door de Duitsers. Begin juli was Fall Gelb afgerond waarbij ook het noorden van Frankrijk in Duitse handen gevallen was. Van hier af aan werd het nieuw geplande Fall Rot in werking gezet. Dit plan bestond uit de bezetting van centraal Frankrijk van uit het noorden. Vanaf 5 juni 1940 werd het plan met succes uitgevoerd. Tijdens de uitvoering van Fall Rot werd alsnog een afgezwakte versie van Fall Braun doorgevoerd maar dan uitsluitend met Duitse troepen. Voor deze campagne werd Heeresgruppe C ingezet, die in vergelijking met de Heeresgruppe A en Heeresgruppe B van Fall Rot, zwakker was. Heeresgruppe C brak desondanks met succes door de Maginotlinie. Alle gevechten stopten als gevolg van de wapenstilstand tussen Duitsland en Frankrijk die werd bereikt op 25 Juni 1940.

## 1945
Fall Braun verwijst ook naar de Duitse ondersteuningsoperatie tijdens de Slag om de Ardennen (1944-1945).

### Biografie
- Klaus Urner. 1991. "Die Schweiz muss noch geschluckt werden!" Hitlers Aktionspläne gegen die Schweiz – Zwei Studien zur Bedrohungslage der Schweiz im Zweiten Weltkrieg. Neue Zürcher Zeitung, Zürich. ISBN 3-85823-327-7, p. 30.
- Andreas Hillgruber (Ed). 1967. Staatsmänner und Diplomaten bei Hitler. Bernard & Graefe: Frankfurt am Main, p. 102